# Polietes lardaria
Polietes lardaria är en tvåvingeart som först beskrevs av Fabricius 1781.  Polietes lardaria ingår i släktet Polietes och familjen husflugor. Inga underarter finns listade i Catalogue of Life.